# 693 Zerbinetta
693 Zerbinetta è un asteroide della fascia principale del diametro medio di circa 67,66 km. Scoperto nel 1909, presenta un'orbita caratterizzata da un semiasse maggiore pari a 2,9445008 UA e da un'eccentricità di 0,0269526, inclinata di 14,20010° rispetto all'eclittica.
Il suo nome fa riferimento ad un personaggio di Ariadne auf Naxos, opera del compositore tedesco Richard Strauss.